# مودود احمد
مودود احمد ({زادهٔ ۲۴ مهٔ ۱۹۴۰ – درگذشتهٔ ۱۶ مارس ۲۰۲۱) سیاست‌مدار اهل بنگلادش بود. وی از ۲۷ مارس ۱۹۸۸ تا ۱۲ اوت ۱۹۸۹ نخست‌وزیر این کشور بود.
مودود احمد در ۱۶ مارس ۲۰۲۱، در سن ۸۰ سالگی درگذشت.